# Otteissa
Otteissa is een kevergeslacht uit de familie van de boktorren (Cerambycidae). De wetenschappelijke naam van het geslacht werd voor het eerst geldig gepubliceerd in 1864 door Pascoe.

## Soorten
Otteissa is monotypisch en omvat slechts de volgende soort:
- Otteissa sericea Pascoe, 1864